# 三つ目入道

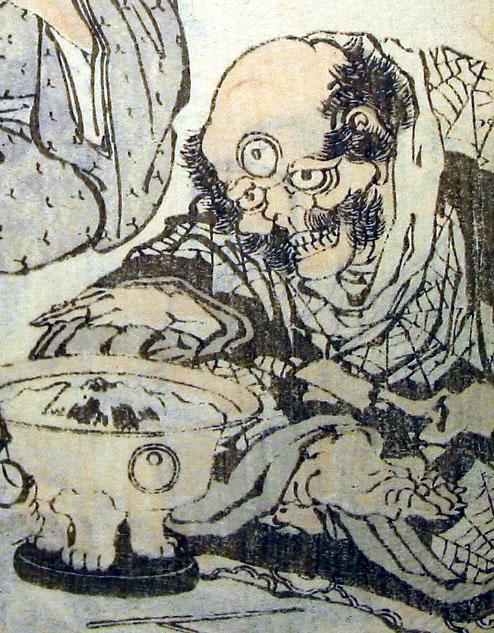
葛飾北斎『北斎漫画』より「三つ目入道」

三つ目入道（みつめにゅうどう）は、3つの目を持つ入道（僧）の姿をした日本の妖怪。
明治時代、東京府（現・東京都）神田区の神田元柳原町に三つ目入道が出現した事例が、錦絵新聞『東京日日新聞』第445号に記事として報じられている。1873年8月4日（明治6年）午前3時頃、梅村豊太郎という男が地震で目が覚めた後に寝つけずにいたところ、一緒に寝ていた子供が突然激しく泣き出した。何事かと思ったところ、枕元に三つ目の怪僧が立っており、しかも次第に巨大化し、天井を突き破るほどの大きさとなった。しかし度胸の据わった豊太郎は怪僧の裾を引っ張って力任せに倒したところ、その正体は古狸だったという。
また長野県東筑摩郡の教育委員会の調査による資料では、同郡に伝わる妖怪として「人前で踊るもの」とされているが、それ以外の記述はなく、詳細な特徴などは不明。
江戸時代後期の黄表紙においては見越し入道の一種として、首の長い三つ目の妖怪がしばしば描かれている。